# ClariS/Diskografie
Diese Diskografie ist eine Übersicht über die musikalischen Werke des japanischen Pop-Duos ClariS. Mit einigen ihrer Liedern ist das Duo in Vor- bzw. Abspann mehrerer Animeserien zu hören. Zu Beginn der musikalischen Karriere nahmen ClariS Coverversionen bekannter japanischer Popstücke auf und veröffentlichte diese auf der Video-sharing-Plattform Niconico.

## Alben

### Studioalben
| Jahr | Titel Musiklabel         | Höchstplatzierung, Gesamtwochen, AuszeichnungChartsChartplatzierungen (Jahr, Titel, Musiklabel, Platzierungen, Wochen, Auszeichnungen, Anmerkungen) | Anmerkungen                                              |
| Jahr | Titel Musiklabel         | JP | Anmerkungen                                              |
| ---- | ------------------------ | --- | -------------------------------------------------------- |
| 2012 | Birthday SME Records     | JP2 Gold · (28 Wo.)JP | Erstveröffentlichung: 11. April 2012 Verkäufe: + 100.000 |
| 2013 | Second Story SME Records | JP6 (17 Wo.)JP | Erstveröffentlichung: 26. Juni 2013 Verkäufe: + 39.000   |
| 2014 | Party Time SME Records   | JP2 (12 Wo.)JP | Erstveröffentlichung: 4. Juni 2014 Verkäufe: + 43.000    |
| 2017 | Fairy Castle SME Records | JP10 (7 Wo.)JP | Erstveröffentlichung: 25. Januar 2017                    |
| 2018 | Fairy Party Sacra Music  | JP8 (8 Wo.)JP | Erstveröffentlichung: 21. November 2018                  |
| 2022 | Parfaitone Sacra Music   | JP8 (6 Wo.)JP | Erstveröffentlichung: 6. April 2022                      |
| 2024 | Iris Sacra Music         | JP10 (4 Wo.)JP | Erstveröffentlichung: 22. Mai 2024                       |

### Kompilationen
| Jahr | Titel Musiklabel                                                 | Höchstplatzierung, Gesamtwochen, AuszeichnungChartsChartplatzierungen (Jahr, Titel, Musiklabel, Platzierungen, Wochen, Auszeichnungen, Anmerkungen) | Anmerkungen                            |
| Jahr | Titel Musiklabel                                                 | JP | Anmerkungen                            |
| ---- | ---------------------------------------------------------------- | --- | -------------------------------------- |
| 2015 | ClariS: Single Best 1st SME Records                              | JP4 (15 Wo.)JP | Erstveröffentlichung: 15. April 2015   |
| 2020 | ClariS 10th Anniversary Best: Pink Moon Sacra Music              | JP10 (5 Wo.)JP | Erstveröffentlichung: 21. Oktober 2020 |
| 2020 | ClariS 10th Anniversary Best: Green Star ClariS: Single Best 1st | JP9 (7 Wo.)JP | Erstveröffentlichung: 21. Oktober 2020 |
| 2024 | ClariS: Single Best 2nd Sacra Music                              | JP12 (4 Wo.)JP | Erstveröffentlichung: 23. Oktober 2024 |

### EPs
| Jahr | Titel Musiklabel                     | Höchstplatzierung, Gesamtwochen, AuszeichnungChartsChartplatzierungen (Jahr, Titel, Musiklabel, Platzierungen, Wochen, Auszeichnungen, Anmerkungen) | Anmerkungen                            |
| Jahr | Titel Musiklabel                     | JP | Anmerkungen                            |
| ---- | ------------------------------------ | --- | -------------------------------------- |
| 2016 | Spring Tracks (春のうた) SME Records | JP8 (6 Wo.)JP | Erstveröffentlichung: 2. März 2016     |
| 2019 | Summer Tracks (夏のうた) Sacra Music | JP8 (4 Wo.)JP | Erstveröffentlichung: 14. August 2019  |
| 2022 | Winter Tracks (冬のうた) Sacra Music | JP16 (2 Wo.)JP | Erstveröffentlichung: 7. Dezember 2022 |
| 2024 | Autumn Tracks (秋のうた) Sacra Music | JP20 (4 Wo.)JP | Erstveröffentlichung: 16. Oktober 2024 |

## Singles

### Als Leadmusikerinnen
| Jahr | Titel Album                                               | Höchstplatzierung, Gesamtwochen, AuszeichnungChartsChartplatzierungen (Jahr, Titel, Album, Platzierungen, Wochen, Auszeichnungen, Anmerkungen) | Anmerkungen |
| Jahr | Titel Album                                               | JP | Anmerkungen |
| ---- | --------------------------------------------------------- | --- | --- |
| 2010 | Drop ClariS: Single Best 1st                              | — | |
| 2010 | Kimi no Yume o Miyō ClariS: Single Best 1st               | — | |
| 2010 | Irony Birthday                                            | JP7 Gold (Mobile Downloads) · (27 Wo.)JP | Vorspann Oreimo und OVA Verkäufe: + 100.000 |
| 2011 | Connect Birthday                                          | JP5 ×2Gold + Doppelplatin (Digital) · (53 Wo.)JP                                                                                               | Vorspanntitel Puella Magi Madoka Magica, Abspann in Episoden 10 und 12 · Vorspann Puella Magi Sonico Magica · Verkäufe: + 600.000; + JP: Gold (Streaming) |
| 2011 | Nexus Birthday                                            | JP5 (10 Wo.)JP | |
| 2012 | Naisho no Hanashi Birthday                                | JP2 Gold (Digital) · (12 Wo.)JP | Abspann Nisemonogatari Verkäufe: + 100.000 |
| 2012 | Wake Up Second Story                                      | JP12 (9 Wo.)JP | Vorspann Moyashimon |
| 2012 | Luminous Second Story                                     | JP4 Gold + Gold (Digital) · (18 Wo.)JP | Vorspann Puella Magi Madoka Magica – Movie 1: Hajimari no Monogatari Vorspann Puella Magi Madoka Magica – Movie 2: Eien no Monogatari Verkäufe: + 200.000 |
| 2013 | Reunion Second Story                                      | JP2 (12 Wo.)JP | Vorspann Oreimo 2 (Episoden 2–8, 11–13), Abspanntitel Episode 10 und Vorspann OVA-Serie                                                                   |
| 2013 | Colorful Party Time                                       | JP3 Gold (Digital) · (19 Wo.)JP | Vorspann Puella Magi Madoka Magica – Movie 3: Hangyaku no Monogatari Verkäufe: + 100.000                                                                  |
| 2014 | Click Party Time                                          | JP7 Gold (Digital) · (16 Wo.)JP | 1. Vorspann Nisekoi, Abspann in Episode 1 Verkäufe: + 100.000                                                                                             |
| 2014 | Step Party Time                                           | JP3 (8 Wo.)JP | 2. Vorspann Nisekoi, Abspann in Episode 14 |
| 2014 | Clear Sky ClariS: Best Single 1st                         | — | |
| 2015 | Border ClariS: Best Single 1st                            | JP4 (7 Wo.)JP | Abspanntitel Tsukimonogatari |
| 2015 | Anemone Fairy Castle                                      | JP13 (6 Wo.)JP | 1. Abspanntitel Classroom Crisis |
| 2015 | Prism Fairy Castle                                        | JP25 (3 Wo.)JP | |
| 2016 | Gravity Fairy Castle                                      | JP25 (8 Wo.)JP | Abspann Qualidea Code (Episoden 1–4) |
| 2016 | Again Fairy Castle                                        | JP21 (4 Wo.)JP | |
| 2017 | Hitorigoto Fairy Party                                    | JP9 Gold (Digital) · (13 Wo.)JP | Vorspanntitel Eromanga Sensei Verkäufe: + 100.000 |
| 2017 | Shiori Fairy Party                                        | JP7 (6 Wo.)JP | Abspanntitel Owarimonogatari 2 |
| 2018 | Primalove Fairy Party                                     | JP15 (4 Wo.)JP | Abspanntitel Beatless |
| 2018 | CheerS Fairy Party                                        | JP13 (9 Wo.)JP | Abspanntitel Hataraku Saibō |
| 2020 | Alethea / Signal ClariS 10th Anniversary Best: Green Star | JP15 (8 Wo.)JP | Erstveröffentlichung: 4. März 2020 |
| 2021 | Fight! Parfaitone                                         | JP12 (4 Wo.)JP | Erstveröffentlichung: 17. Februar 2021 |
| 2021 | Careless Parfaitone                                       | JP8 (6 Wo.)JP | Erstveröffentlichung: 15. September 2021 |
| 2022 | Alive Iris                                                | JP8 (38 Wo.)JP | Erstveröffentlichung: 3. August 2022 Vorspann zu Lycoris Recoil                                                                                           |
| 2022 | Masquerade Iris                                           | JP13 (4 Wo.)JP | Erstveröffentlichung: 14. September 2022 |
| 2023 | 淋しい熱帯魚 (初回生産限定盤A) Iris                       | JP12 (5 Wo.)JP | Erstveröffentlichung: 21. Juni 2023 |
| 2023 | コイセカイ Koisekai Iris                                  | JP20 (4 Wo.)JP | Erstveröffentlichung: 23. August 2023 |
| 2023 | Folila Iris                                               | JP13 (3 Wo.)JP | Erstveröffentlichung: 22. November 2023 Abspannmusik zu Girlfriend, Girlfriend (Staffel 2)                                                                |
| 2024 | Andante –                                                 | JP17 (6 Wo.)JP | Erstveröffentlichung: 8. Mai 2024 Vorspann zu Spice and Wolf (2024)                                                                                       |

### Als Gastmusikerinnen
| Jahr | Titel Album | Höchstplatzierung, Gesamtwochen, AuszeichnungChartsChartplatzierungen (Jahr, Titel, Album, Platzierungen, Wochen, Auszeichnungen, Anmerkungen) | Anmerkungen                                                        |
| Jahr | Titel Album | JP | Anmerkungen                                                        |
| ---- | ----------- | --- | ------------------------------------------------------------------ |
| 2016 | Clever –    | JP21 (5 Wo.)JP | Abspann Qualidea Code (Episoden 8–12) mit Garnidelia, Fairy Castle |

## Videoalben
| Jahr | Titel Musiklabel                                                                 | Höchstplatzierung, Gesamtwochen, AuszeichnungChartsChartplatzierungen (Jahr, Titel, Musiklabel, Platzierungen, Wochen, Auszeichnungen, Anmerkungen) | Anmerkungen                         |
| Jahr | Titel Musiklabel                                                                 | JP | Anmerkungen                         |
| ---- | -------------------------------------------------------------------------------- | --- | ----------------------------------- |
| 2017 | ClariS 1st Budokan Concert ~Futatsu no Kamen to Ushinawareta Taiyou~ Sacra Music | JP4 (9 Wo.)JP | Erstveröffentlichung: 12. Juli 2017 |

## Musikvideos
| Jahr | Titel             |
| ---- | ----------------- |
| 2010 | Irony             |
| 2011 | Connect           |
| 2011 | Nexus             |
| 2012 | Naisho no Hanashi |
| 2012 | Wake Up           |
| 2012 | Luminous          |
| 2013 | Reunion           |
| 2013 | With You          |
| 2013 | Colorful          |
| 2014 | Click             |
| 2014 | Step              |
| 2015 | Border            |
| 2015 | Anemone           |
| 2015 | Prism             |
| 2016 | Gravity           |
| 2016 | Clever            |
| 2016 | Again             |
| 2017 | Hitorigoto        |
| 2017 | Shiori            |
| 2018 | Primalove         |
| 2018 | CheerS            |
| 2020 | Alethea           |

## Weitere Veröffentlichungen
| Jahr | Titel             | Album | Anmerkungen                                                                                      |
| ---- | ----------------- | --- | ------------------------------------------------------------------------------------------------ |
| 2011 | Irony             | 俺の妹がこんなに可愛いわけがない オリジナルサウンドトラック Ore no Imōto ga Konna ni Kawaii Wake ga Nai Original Soundtrack, Oreimo Original Soundtrack | Gekürzte TV-Fassung                                                                              |
| 2011 | Irony             | 俺の妹がこんなに可愛いわけがない Complete Collection+ Ore no Imōto ga Konna ni Kawaii Wake ga Nai Complete Collection+, Oreimo Complete Collection+     | Gekürzte TV-Fassung                                                                              |
| 2011 | True Blue         | ZONEトリビュート～君がくれたもの~ Zone Tribute: Kimi ga Kureta Mono                                                                                     | Coverversion des 2003 veröffentlichten Liedes True Blue der japanischen Band Zone                |
| 2012 | Wake Up           | もやしもんリターンズ オリジナルサウンドトラック Moyashimon Returns Original Soundtrack                                                                  | Gekürzte TV-Fassung                                                                              |
| 2013 | Connect           | 魔法少女まどか☆マギカ MUSIC COLLECTION Puella Magi Madoka Magica Music Collection                                                                       | Musikalische Zusammenstellung der Puella-Magi-Madoka-Magica-Serie                                |
| 2015 | Click             | Nisekoi Best Songs | Zusammenstellung der im Anime verwendeten Lieder, DVD mit Opening-Video ohne Credits-Einblendung |
| 2015 | Step              | Nisekoi Best Songs | Zusammenstellung der im Anime verwendeten Lieder, DVD mit Opening-Video ohne Credits-Einblendung |
| 2016 | Naisho no Hanashi | 歌物語 -<物語＞シリーズ主題歌集- Utamonogatari: Monogatari Series Theme Songs Compilation Album                                                         | Zusammenstellung aller Vor- und Abspanntitel der Monogatari Series.                              |
| 2017 | Irony             | 俺の妹がこんなに可愛いわけがない.Complete Collection+ 俺妹。コンプ+! ore no imouto ga konnani kawaii wake ga nai. Complete Collection+ Oreimo. Comp+!   | Zusammenstellung diverser Vor- und Abspanntitel aus Oreimo.                                      |
| 2017 | Reunion           | 俺の妹がこんなに可愛いわけがない.Complete Collection+ 俺妹。コンプ+! ore no imouto ga konnani kawaii wake ga nai. Complete Collection+ Oreimo. Comp+!   | Zusammenstellung diverser Vor- und Abspanntitel aus Oreimo.                                      |
| 2017 | Connect           | 魔法少女まどか☆マギカ Ultimate Best, Mahou Shoujo Madoka☆Magica Ultimate Best                                                                           | Zusammenstellung der in der Puella-Magi-Madoka-Magica-Serie und Spielfilme                       |
| 2017 | Luminous          | 魔法少女まどか☆マギカ Ultimate Best, Mahou Shoujo Madoka☆Magica Ultimate Best                                                                           | Zusammenstellung der in der Puella-Magi-Madoka-Magica-Serie und Spielfilme                       |
| 2017 | Colorful          | 魔法少女まどか☆マギカ Ultimate Best, Mahou Shoujo Madoka☆Magica Ultimate Best                                                                           | Zusammenstellung der in der Puella-Magi-Madoka-Magica-Serie und Spielfilme                       |
| 2018 | Naisho no Hanashi | 偽物語 劇伴音楽集 Nisemonogatari Music Collection | Zusammenstellung der Stücke bei Nisemonogatari                                                   |
| 2018 | Naisho no Hanashi | 歌物語 Special Edition Utamonogatari Special Edition | Special-Edition                                                                                  |
| 2018 | Shiori            | 終物語 劇伴音楽集 Owarimonogatari Music Collection | Zusammenstellung der Stücke bei Owarimonogatari                                                  |
| 2018 | Border            | 憑物語 劇伴音楽集 Tsukimonogatari Music Collection | Vor- und Abspanntitel von Tsukimonogatari, lediglich als 2-Track-Digital-Single                  |

## Niconico Coverversionen
| Nr. | Uploaddatum       | Lied                                                  | Original-Interpret                                                          | Anmerkungen |
| --- | ----------------- | ----------------------------------------------------- | --------------------------------------------------------------------------- | --- |
| 1   | 10. Oktober 2009  | Step to You                                           | 40meter-P                                                                   | Vocaloid-Lieder gesungen von Hatsune Miku.                                                                          |
| 2   | 17. Oktober 2009  | ブラック★ロックシューター Black Rock Shooter (2M Mix) | Supercell                                                                   | Vocaloid-Lieder gesungen von Hatsune Miku.                                                                          |
| 3   | 03. November 2009 | Scrap & Build                                         | 40meter-P                                                                   | Vocaloid-Lieder gesungen von Hatsune Miku.                                                                          |
| 4   | 14. November 2009 | 私が髪を切った理由 Watashi ga Kami o Kitta Riyū       | 40meter-P                                                                   | Vocaloid-Lieder gesungen von Hatsune Miku.                                                                          |
| 5   | 29. November 2009 | Only My Railgun                                       | fripSide                                                                    | Erster Vorspanntitel zum Anime A Certain Scientific Railgun.                                                        |
| 6   | 12. Dezember 2009 | 君の知らない物語 Kimi no Shiranai Monogatari          | Supercell                                                                   | Abspanntitel von Bakemonogatari.                                                                                    |
| 7   | 26. Dezember 2009 | アメフリ Amefuri                                      | Koko                                                                        | Komponiert von Kz von Livetune.                                                                                     |
| 8   | 31. Dezember 2009 | ライオン Lion                                         | May’n, Megumi Nakajima                                                      | Zweiter Vorspanntitel zum Anime Macross Frontier. Am 16. Januar 2010 wurde eine Vollversion des Covers hochgeladen. |
| 9   | 06. Februar 2010  | ファインダー Finder                                   | Kz of Livetune                                                              | Lied von Vocaloid interpretiert von Hatsune Miku.                                                                   |
| 10  | 05. März 2010     | Level 5 (Judgelight)                                  | fripSide                                                                    | Zweiter Vorspanntitel zu A Certain Scientific Railgun.                                                              |
| 11  | 03. April 2010    | ポリリズム Polyrhythm                                 | Perfume                                                                     | Komponiert von Yasutaka Nakata.                                                                                     |
| 12  | 08. Mai 2010      | Don't Say 'Lazy                                       | Yōko Hikasa, Aki Toyosaki, Satomi Satō und Minako Kotobuki                  | Abspanntitel zum Anime K-On!.                                                                                       |
| 13  | 05. Juni 2010     | Listen!!                                              | Yōko Hikasa, Aki Toyosaki, Satomi Satō, Minako Kotobuki und Ayana Taketatsu | Erster Abspanntitel der zweiten Staffel von K-On!!.                                                                 |

## Statistik

### Chartauswertung
|                     | JP     |
| ------------------- | ------ |
| Nummer-eins-Alben   | JP—JP  |
| Top-10-Alben        | JP12JP |
| Alben in den Charts | JP14JP |

|                       | JP     |
| --------------------- | ------ |
| Nummer-eins-Singles   | JP—JP  |
| Top-10-Singles        | JP14JP |
| Singles in den Charts | JP29JP |

|                          | JP    |
| ------------------------ | ----- |
| Nummer-eins-Videoalben   | JP—JP |
| Top-10-Videoalben        | JP1JP |
| Videoalben in den Charts | JP1JP |

### Auszeichnungen für Musikverkäufe
Anmerkung: Auszeichnungen in Ländern aus den Charttabellen bzw. Chartboxen sind in ebendiesen zu finden.
| Land/RegionAuszeichnungen für Musikverkäufe (Land/Region, Auszeichnungen, Verkäufe, Quellen) | Gold       | Platin     | Verkäufe  | Quellen        |
| -------------------------------------------------------------------------------------------- | ---------- | ---------- | --------- | -------------- |
| Japan (RIAJ)                                                                                 | 10× Gold10 | 2× Platin2 | 1.400.000 | riaj.or.jp JP2 |
| Insgesamt                                                                                    | 10× Gold10 | 2× Platin2 |           |                |